# اماندا انیسیموا
اماندا انیسیموا (انگلیسی: Amanda Anisimova؛ زادهٔ ۳۱ اوت ۲۰۰۱) تنیس‌باز اهل ایالات متحده آمریکا است.